# Condado de Champaign (Ohio)
O Condado de Champaign é um dos 88 condados do estado americano de Ohio. A sede do condado é Urbana, e sua maior cidade é Urbana. O condado possui uma área de 1 113 km² (dos quais 3 km² estão cobertos por água), uma população de 38 890 habitantes, e uma densidade populacional de 35 hab/km² (segundo o censo nacional de 2000). O condado foi fundado em 1805.